# Marian Lens
Pour les articles homonymes, voir Lens.
Marian Lens, née à Louvain le 26 mai 1959, est une des principales figures lesbienne et féministe depuis les années 1980. Elle fonde Artemys, la première librairie lesbienne de Belgique et, pendant longtemps la seule librairie ouvertement lesbienne dans le monde. Marian Lens cofonde la Rainbow house qui regroupe les associations LGBT+ de Bruxelles et œuvre pour faire connaître l'histoire du mouvement LGBTQ+ dans la ville .

## Biographie
Marianne Lens est née le 26 mai 1959. Elle quitte sa famille, qui désapprouve son homosexualité, à l'âge de 19 ans et entreprend des études de sociologie à l'Université libre de Bruxelles. En 1981, sa thèse, “L'idéologie de la différence hommes-femmes dans un système hétéro-patriarcal, porte sur la construction sociale autour du genre. Elle y explique que les différences homme-femme ne sont pas naturelles, mais sont une construction sociétale. Elle devient ainsi une pionnière en matière de réflexion autour du genre et de la déconstruction des stéréotypes. 
Ses premiers engagements politiques se heurtent au sexisme et à la lesbophobie ambiants de cette époque, jusqu'à ce qu'elle rejoigne l'association féministe Le Féminaire.
Son orientation sexuelle lui fermant les portes d'une carrière académique, elle ouvre à Bruxelles, en 1985, la librairie Artemys, première librairie profilée lesbienne et troisième librairie féministe de Belgique. Quand on lui demande pourquoi, elle répond : « Parce que c’était important. Les livres sont des idées. La littérature féministe et lesbienne était introuvable, c’était avant internet. » La librairie, qui se situe d'abord Chaussée d'Ixelles puis dans la Galerie Bortier, propose plus de 10 000 ouvrages en plusieurs langues sur le féminisme, le lesbianisme et l'histoire des femmes ainsi qu'une iconographie artistique importante. Elle est également un lieu de rencontre, de débats et d'événements autour du lesbianisme. Lorsque la librairie ferme ses portes en 2003, elle est la librairie féministe avec la plus longue durée de vie dans le monde,,.
À l’époque, elle reçoit régulièrement des menaces et des lettres agressives mais elle ne cède pas à la peur : « J’ai été agressée plusieurs fois parce que je suis ouvertement lesbienne […] mais je ne me cacherai pas, je ne retournerai pas dans mon placard. »
En 2001, elle est l’une des six cofondatrices de la Rainbow House de Bruxelles, qui regroupe les associations LGBT+ de Bruxelles,. Elle participe également au lancement de la cellule bruxelloise des Rainbow Ambassadors à destinations des seniors LGBTQI+.
Depuis 2013, Marian Lens organise à Bruxelles, avec l'association L-Tour, des visites des divers lieux marquants de l'histoire de la communauté LGBT+.

## Publications
- « Quelle-s sexualité-s et quelle-s identité-s sont-elles possibles et autorisées pour les femmes dans l'après #MeToo? », Chronique féministe, no 125,‎ janvier-juin 2020 (lire en ligne [PDF])
- « Evolution historique du mouvement lesbien en Flandre à partir des années 70 », Chronique féministe, nos 103/104,‎ juillet-décembre 2009, p. 15-19